# Houillères de La Chapelle-sous-Dun

Localisation du gisement sur la carte des bassins houillers français.

Les houillères de La Chapelle-sous-Dun sont des mines de charbon exploitées entre le XVIIIe siècle et 1960 sur le territoire de la commune de La Chapelle-sous-Dun, dans le sud de la Saône-et-Loire en région Bourgogne-Franche-Comté.

## Localisation
- Concessions
- Indices de houille
- Limites de concessions
- Limites départementales

Le bassin minier est situé sur les communes de La Chapelle-sous-Dun, La Clayette et Saint-Laurent-en-Brionnais dans le sud du département de Saône-et-Loire, en région de Bourgogne-Franche-Comté, dans le Grand Est français.

Localisation du gisement sur la carte des communes de Saône-et-Loire.

## Histoire
L'exploitation est attestée en 1774. La concession dite de « La Chapelle-sous-Dun » est accordée en 1809. Le lieu-dit de « La Mine » est exploité en premier par des travaux de faible profondeur dans une couche de moyenne qualité et de faible épaisseur. L'exploitation se déplace vers l'ouest et le nord dé 1826 pour exploiter la « Grande couche » plus rentable. La concession dite « des Moquets » est accordée en 1841. En 1899, le mineurs se mettent en grève pendant 117 jours consécutifs. L'année 1902 marque l'apogée de l'exploitation avec 80 000 tonnes de houille extraite et un effectif de 400 ouvriers. En 1931, les Houillères de La Clayette sont créées. L'exploitation cesse en avril 1960 après que 2,5 millions de tonnes aient été exploitées,,.

## Travaux
Les puits de mine et descenderies sont principalement répartis sur deux secteurs géographiques :
- « La Mine » (à l'ouest du bourg-centre) : puits 4, 6 et 7 (« Félicité »), puits Marc, puits de la Forge, puits du Diable, puits Conchalon et puits Henriette ;
- « Les Moquets » (à l'équart, au, nord-ouest ) : puits 9 (Neuf) et son puits d'aérage, puits du Manège, puits de la Pompe, puits Saint-Louis, puits Martin, et descenderie des Moquets.

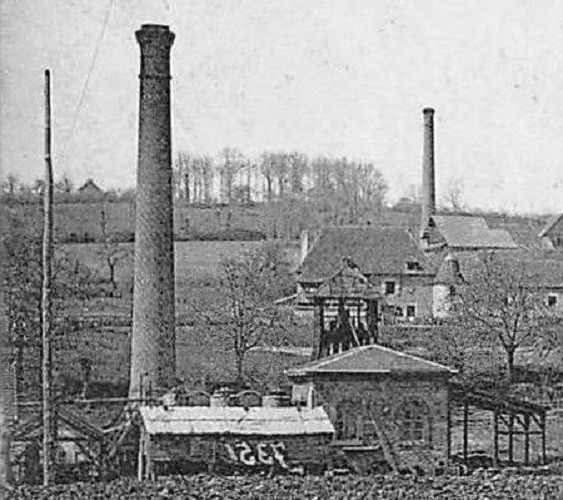
Puits du Manège.
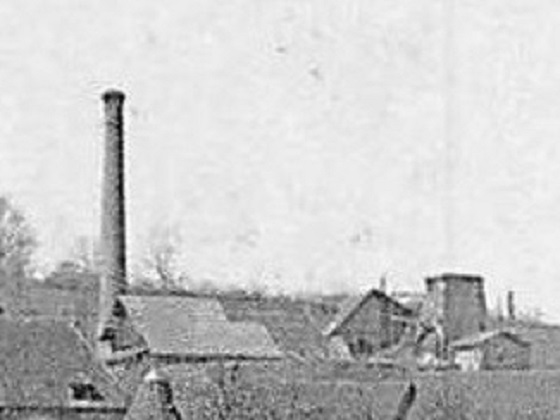
Puits Saint-Louis.
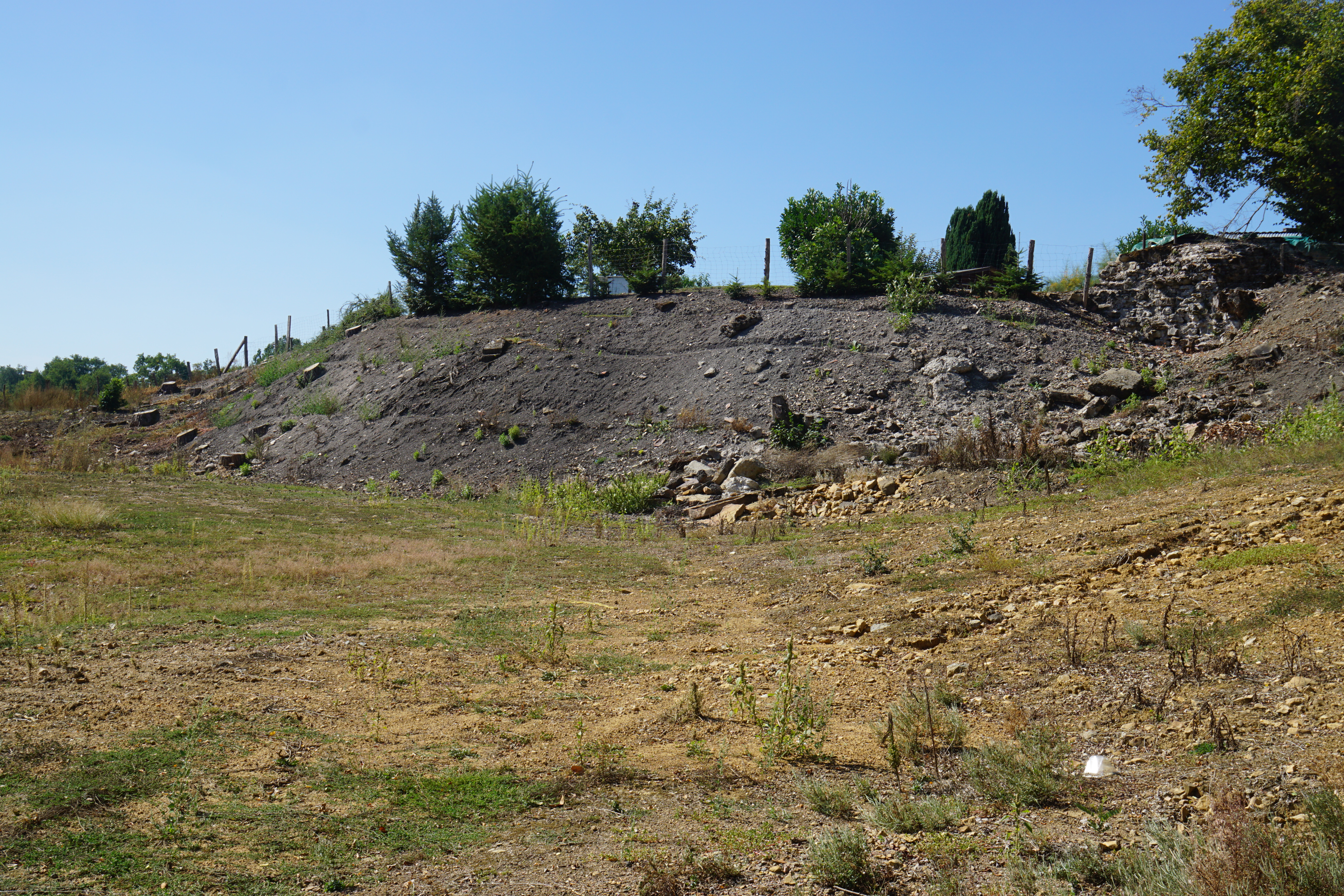
Le terril du puits Saint-Louis.

### Puits Neuf
46° 16′ 20″ N, 4° 16′ 56″ E
Principal puits exploité dans les années 1900-1910.

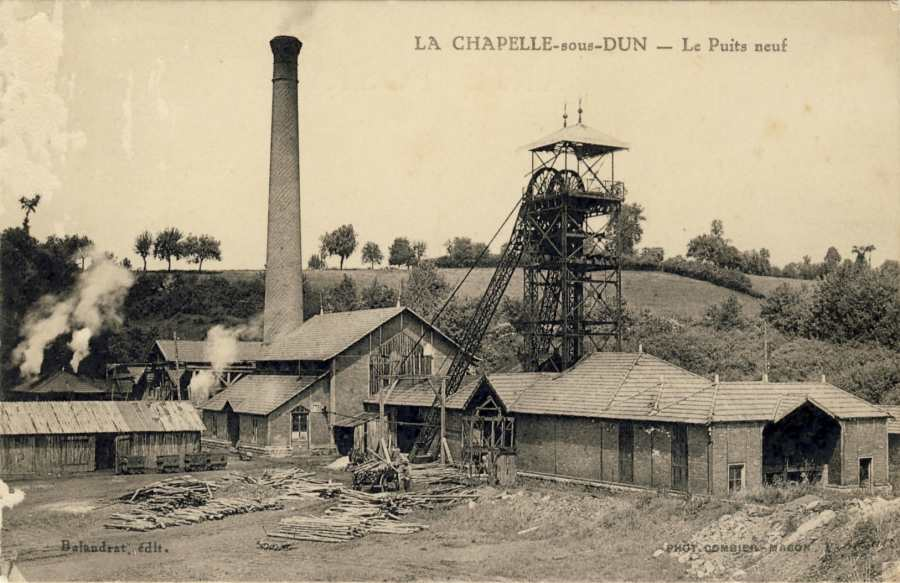
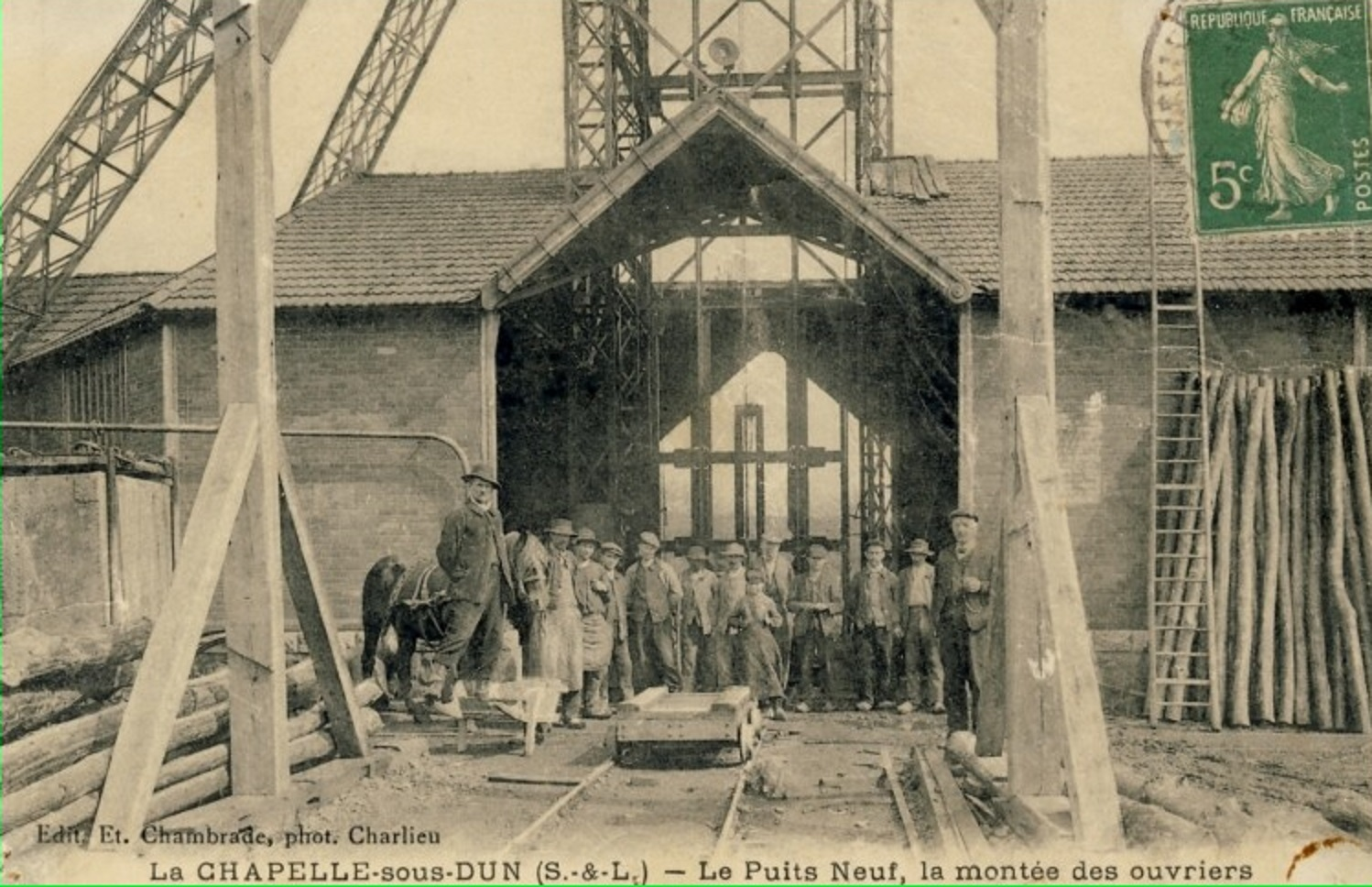
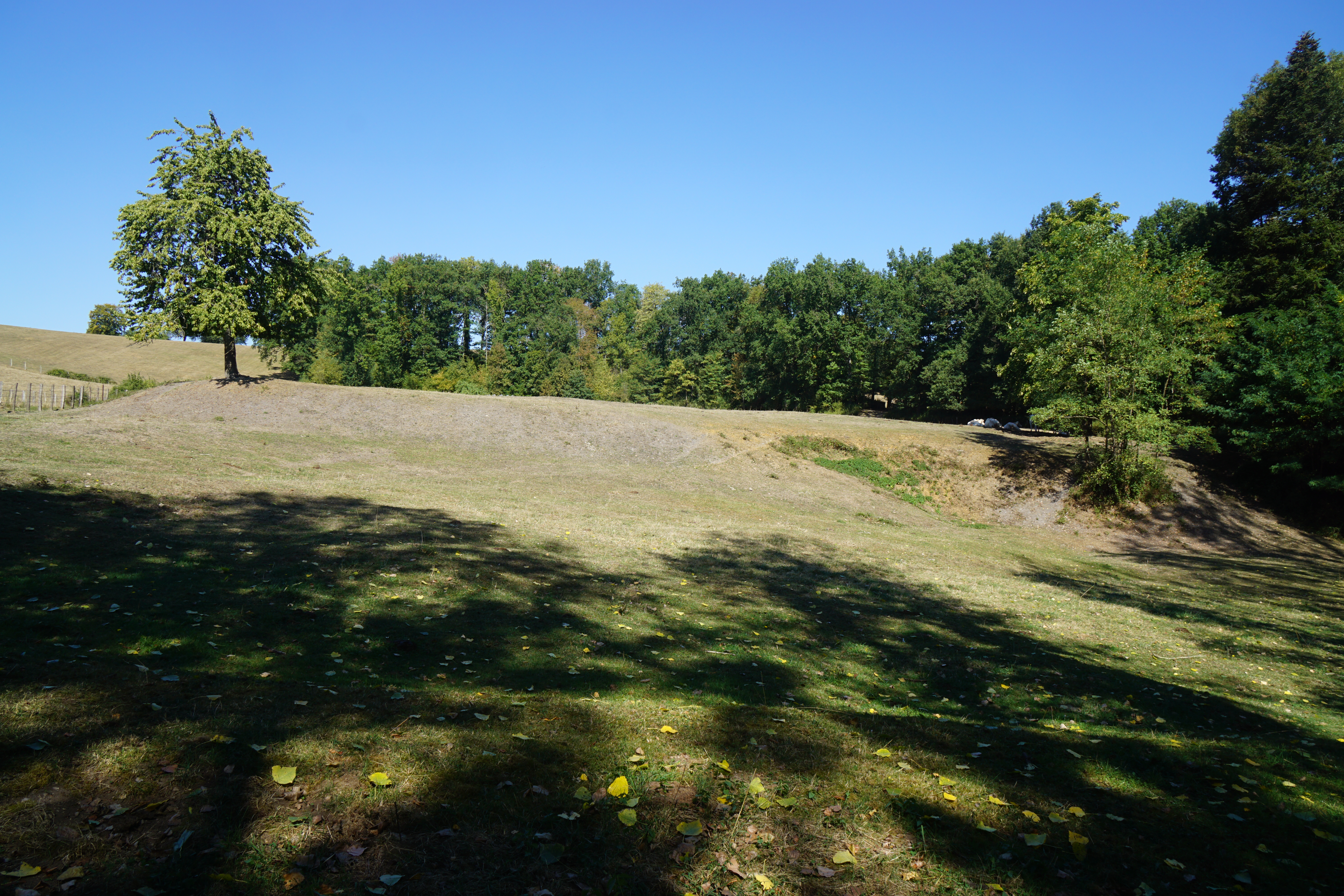
Vue générale du site avec le terril.
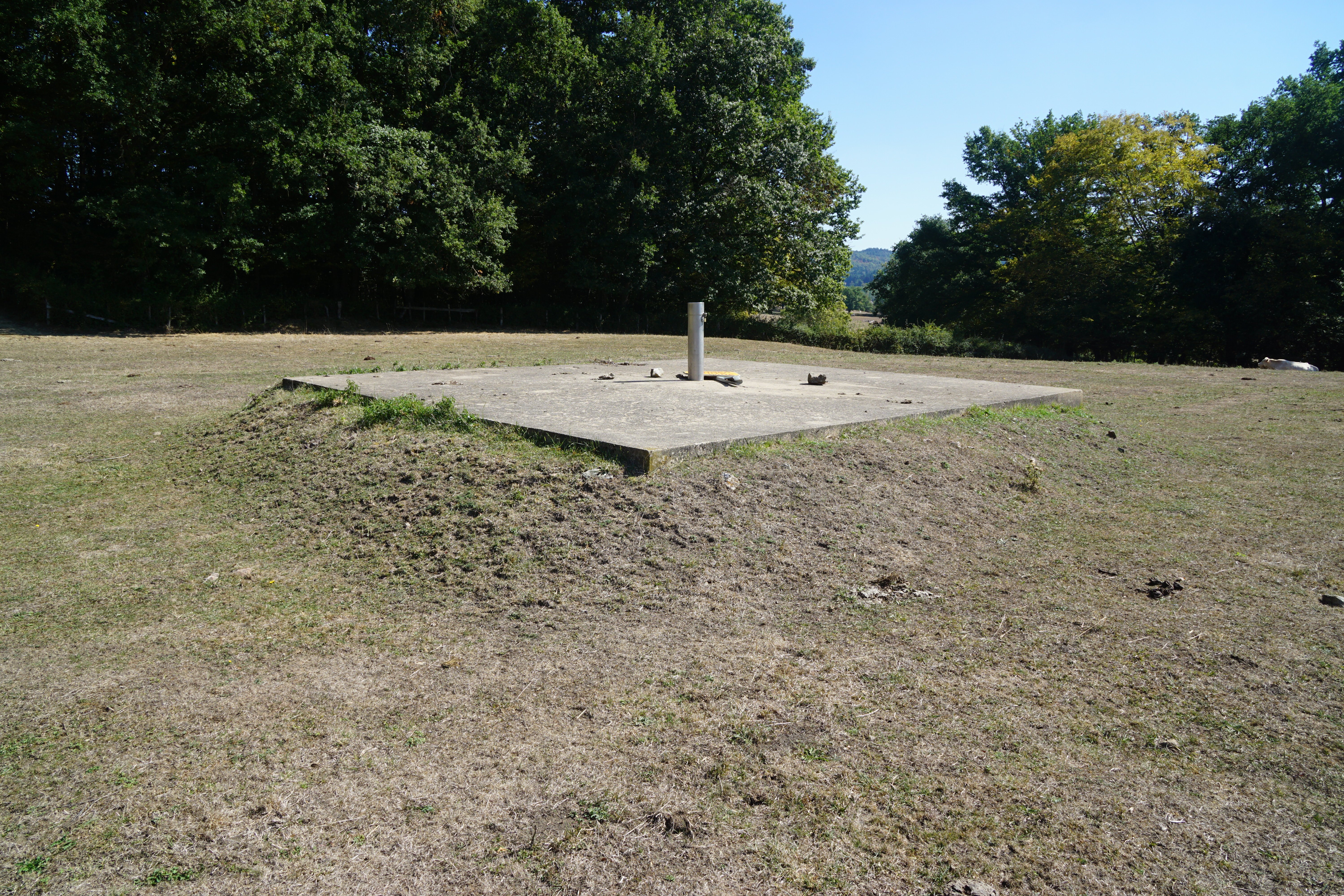
La dalle en béton recouvrant le puits d'extraction.
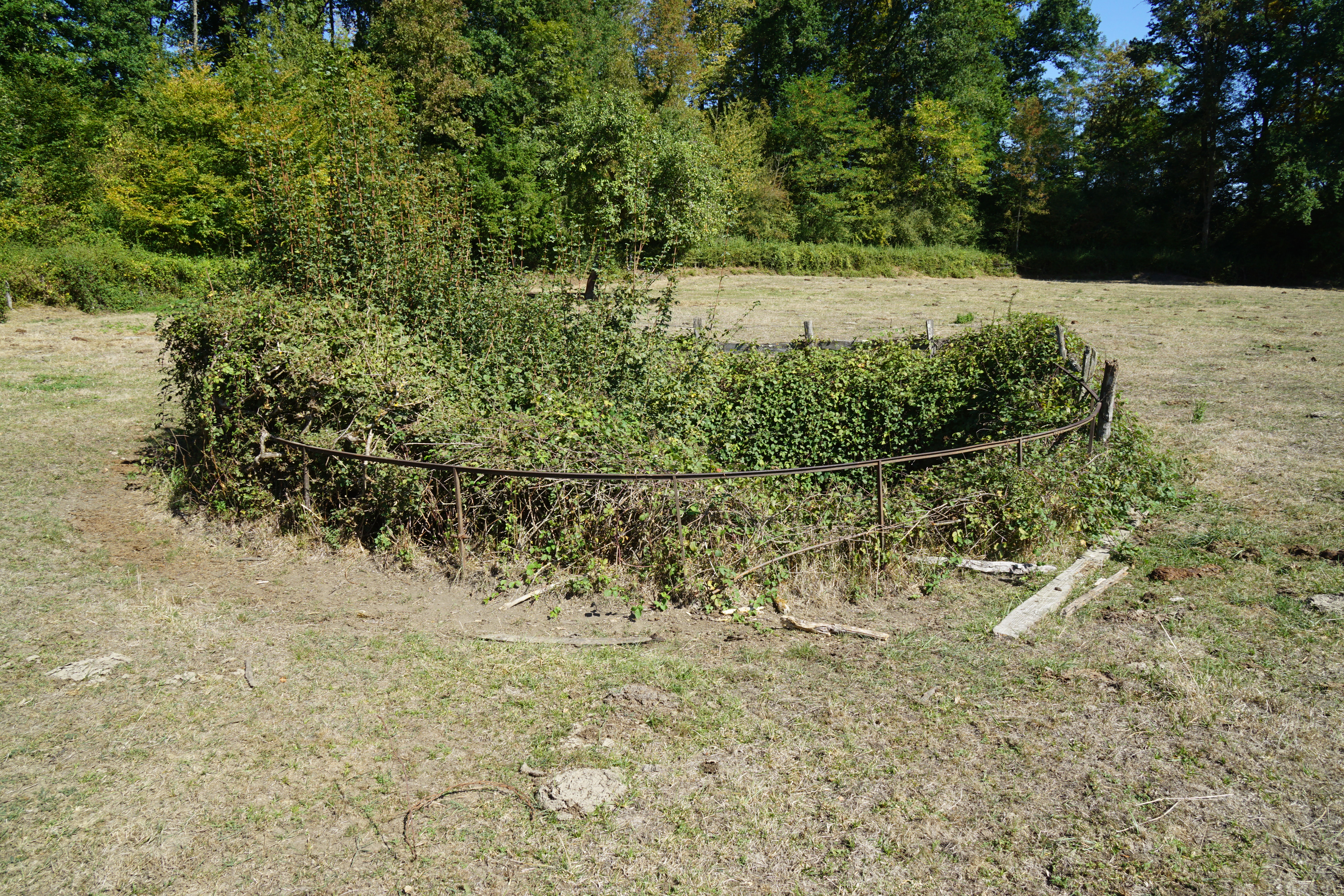
Bassin réservoir d'eau des machines à vapeur.

### Puits Josette
Puits creusé en 1938 pour relancer l'activité.

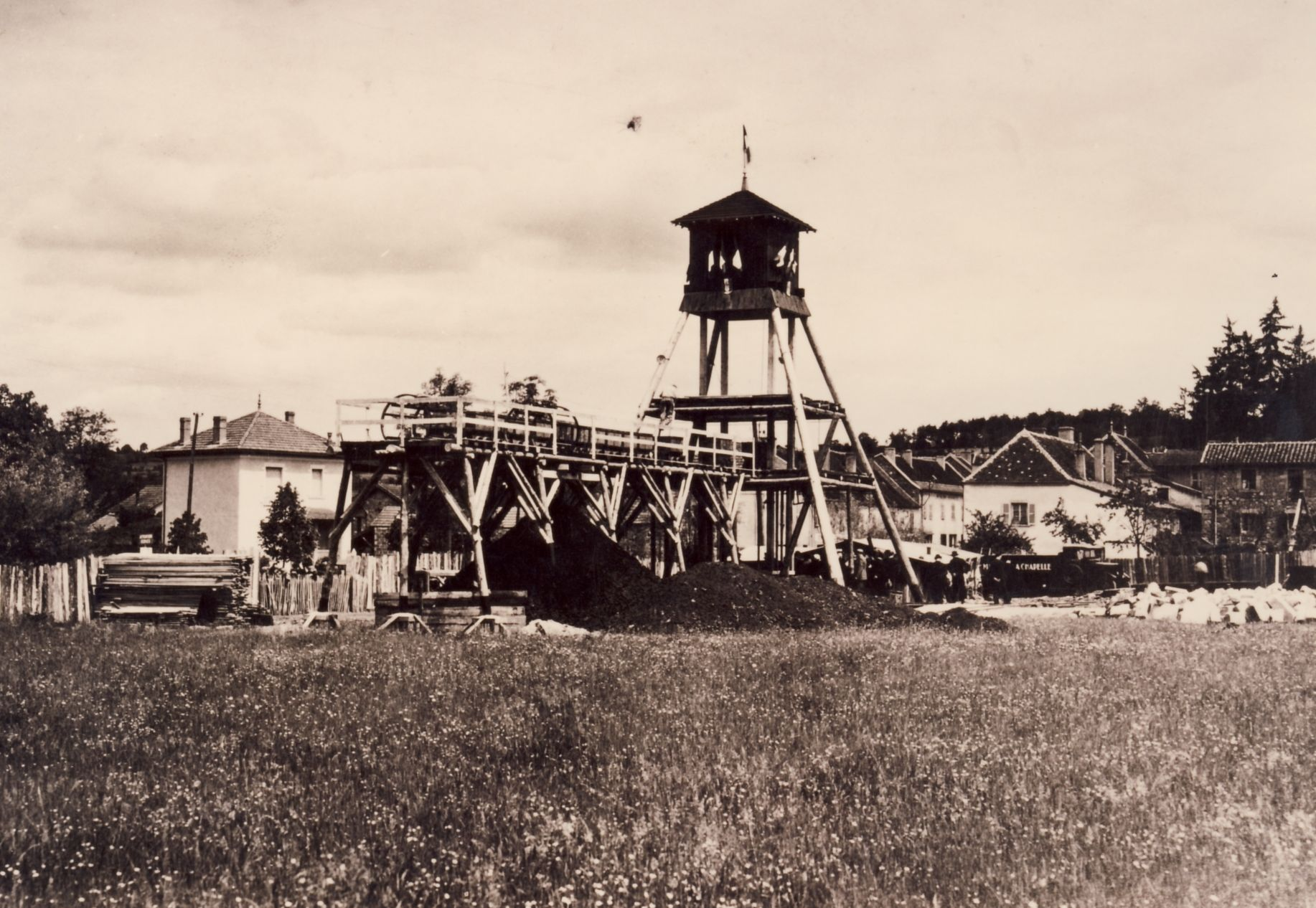
Le puits en construction.
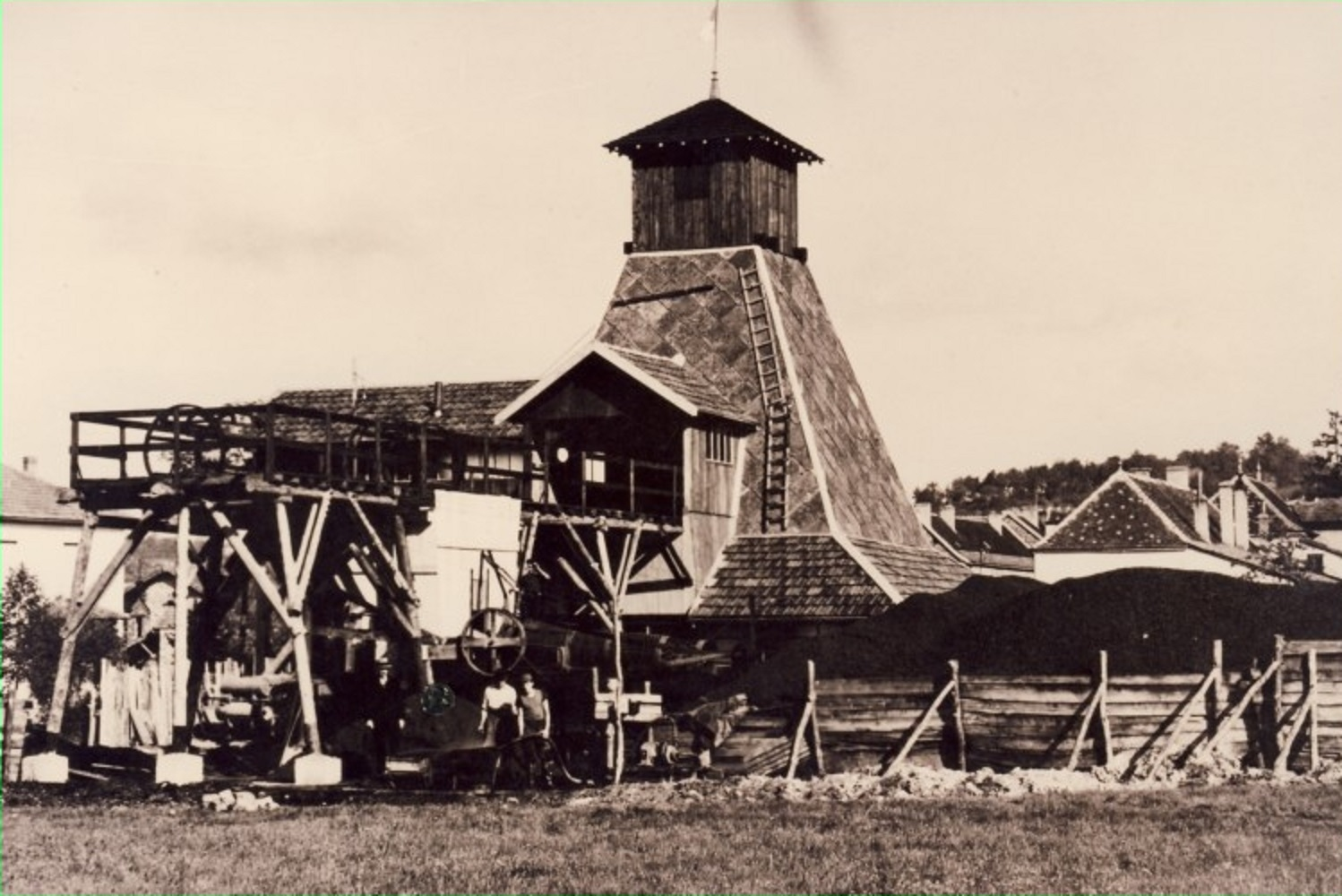
Le puits en activité.

### Puitsno7dit«Félicité»
46° 15′ 45″ N, 4° 17′ 04″ E
Le fonçage du puits démarre le 2 avril 1844, deux ans plus tard, il rencontre la grande couche à 200 mètres, le fonçage s'achève en 1847 à 252 mètres de profondeur. L'extraction cesse vers la fin du XIXe siècle et le puits ne sert plus qu'à l'exhaure et à l'aérage. En 1950, le puits est réaménagé pour relancer l'exploitation. Une tour d'extraction, des bâtiments et des trémies en béton sont construits et du matériel électrique est installé (treuil, pompe, télébennes). Il est le dernier puits à fermer le 31 mars 1960.

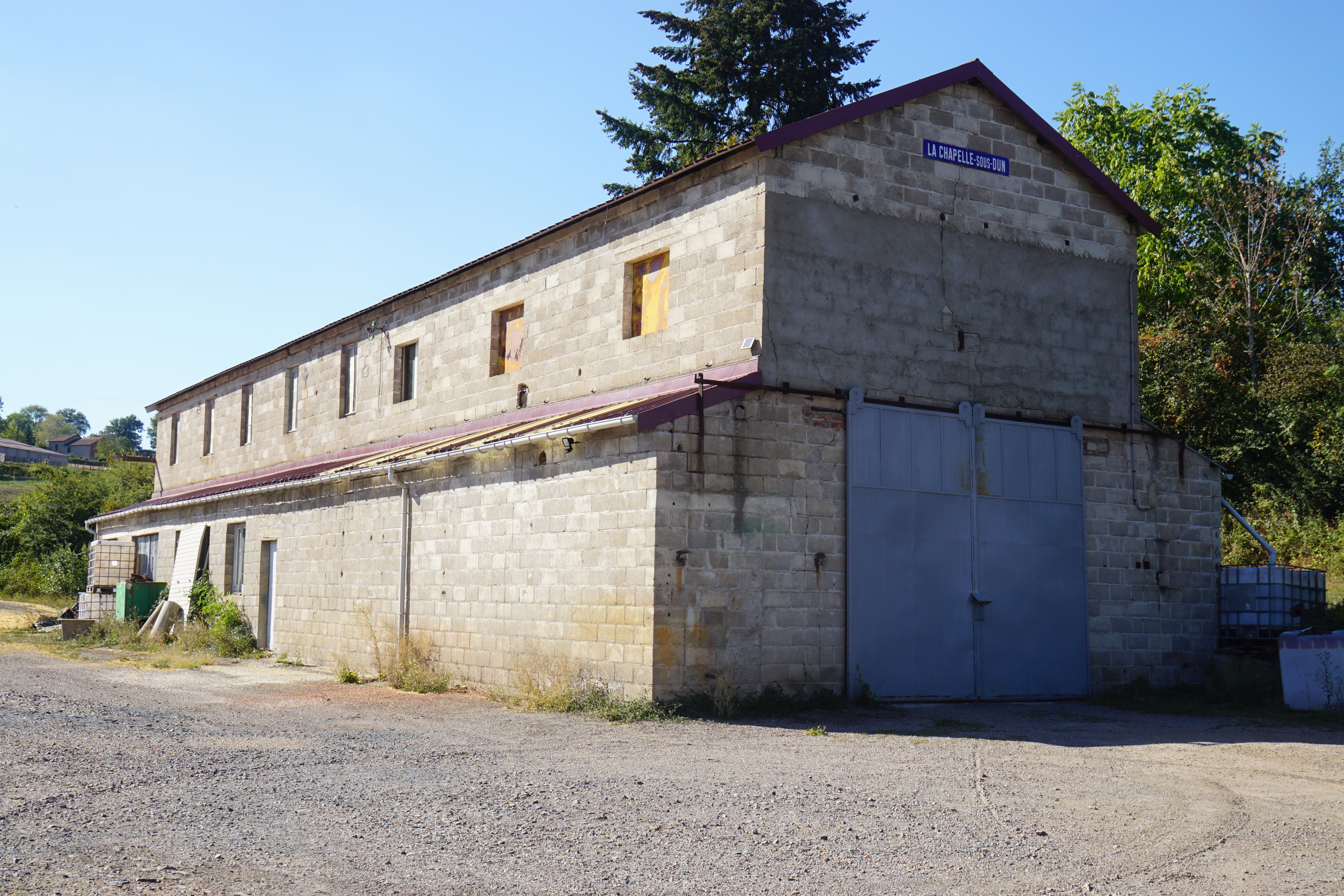
Les anciens vestiaires.
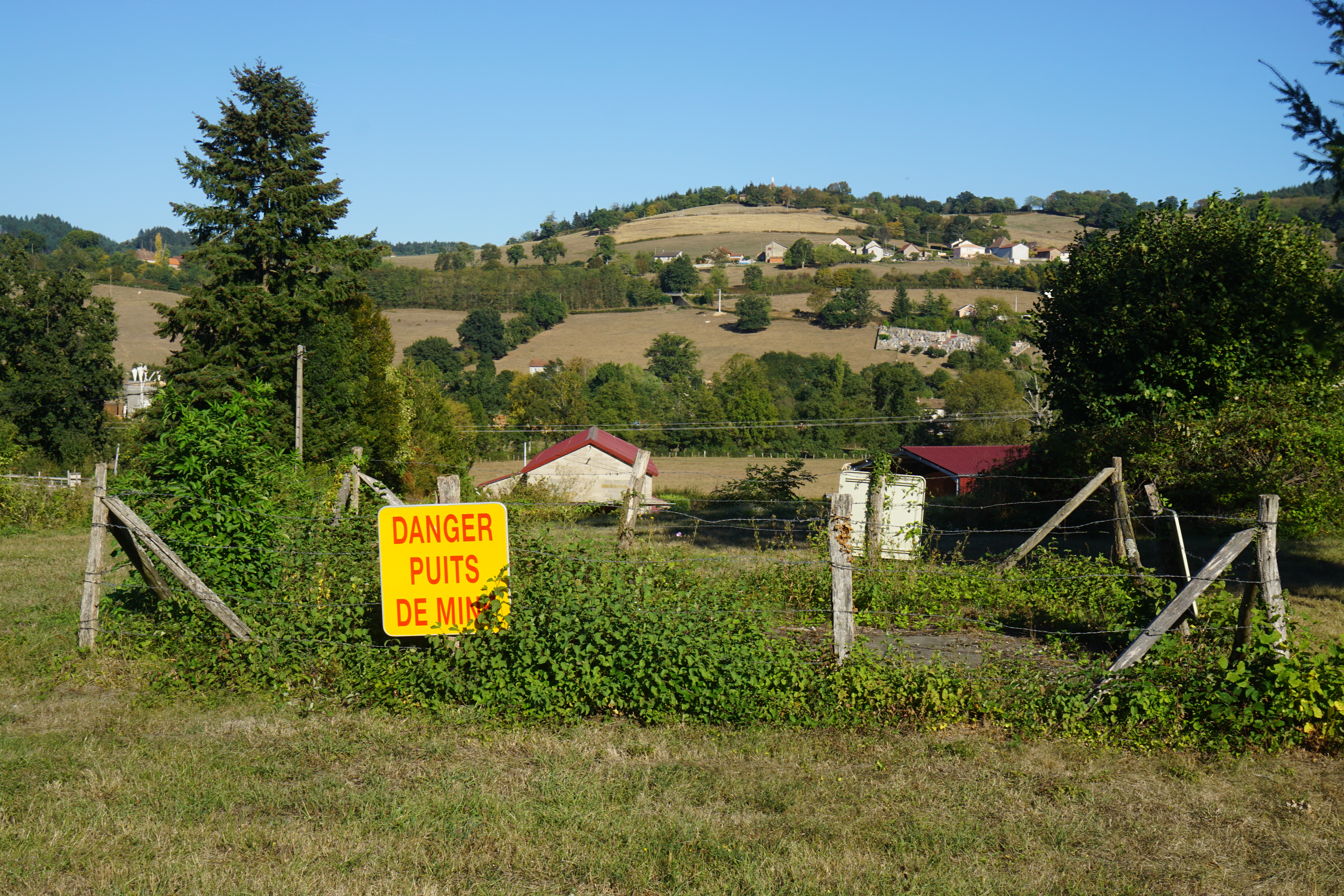
L’emplacement du puits.
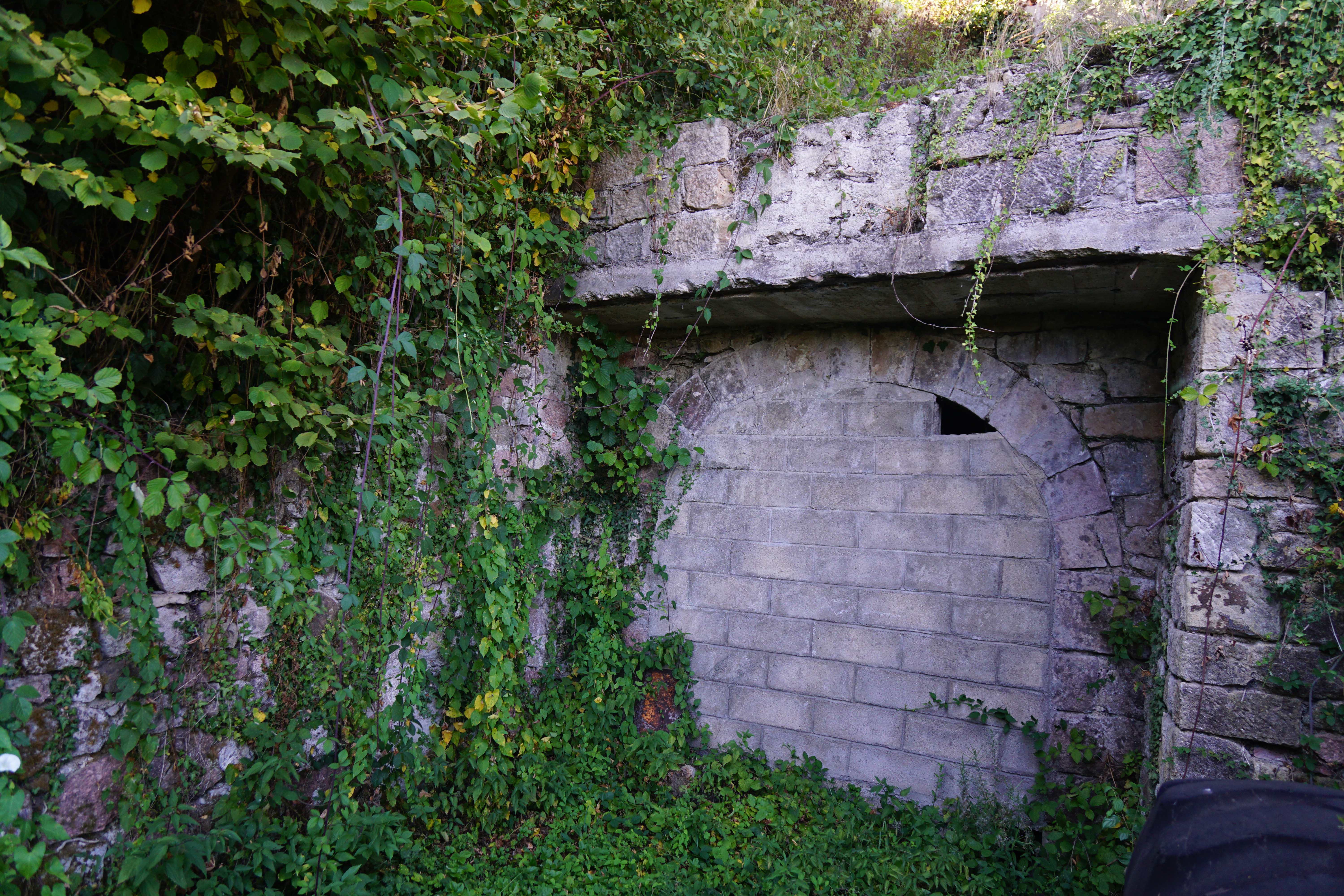
L'entrée murée de la galerie de recette.

## Puits Saint-Laurent
46° 16′ 32″ N, 4° 16′ 27″ E

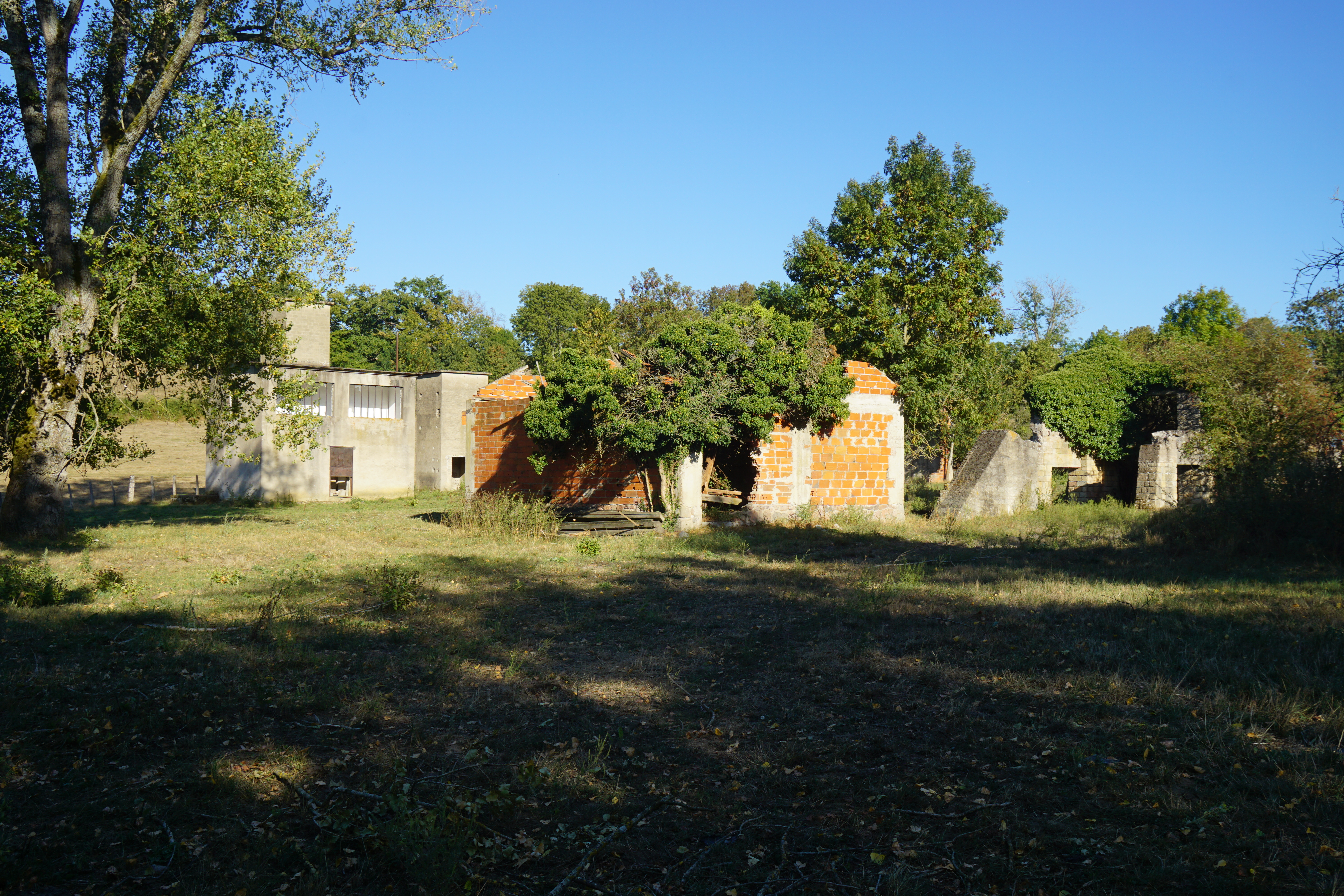
Vue générale des ruines.
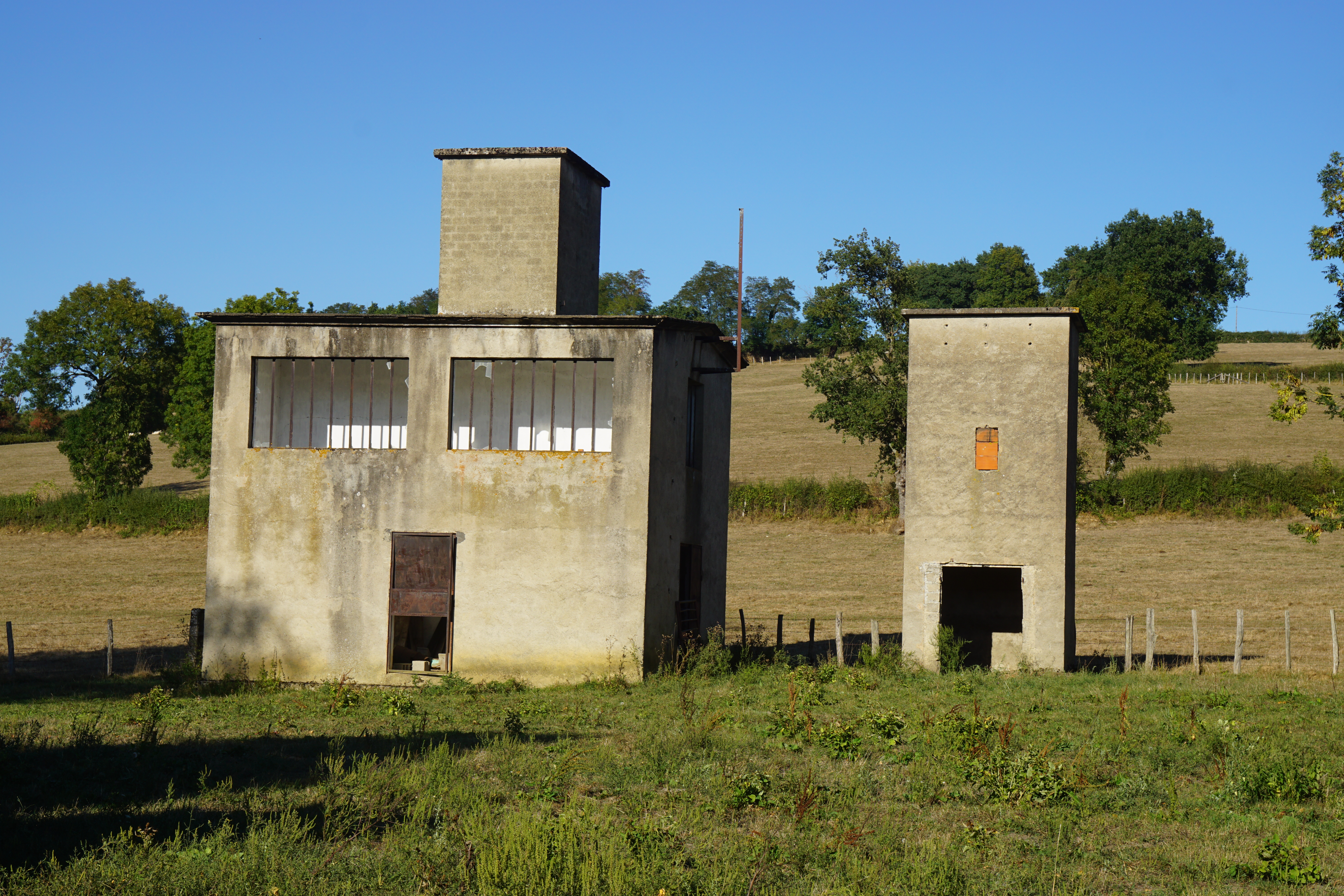
Bâtiments des transformateurs électriques.
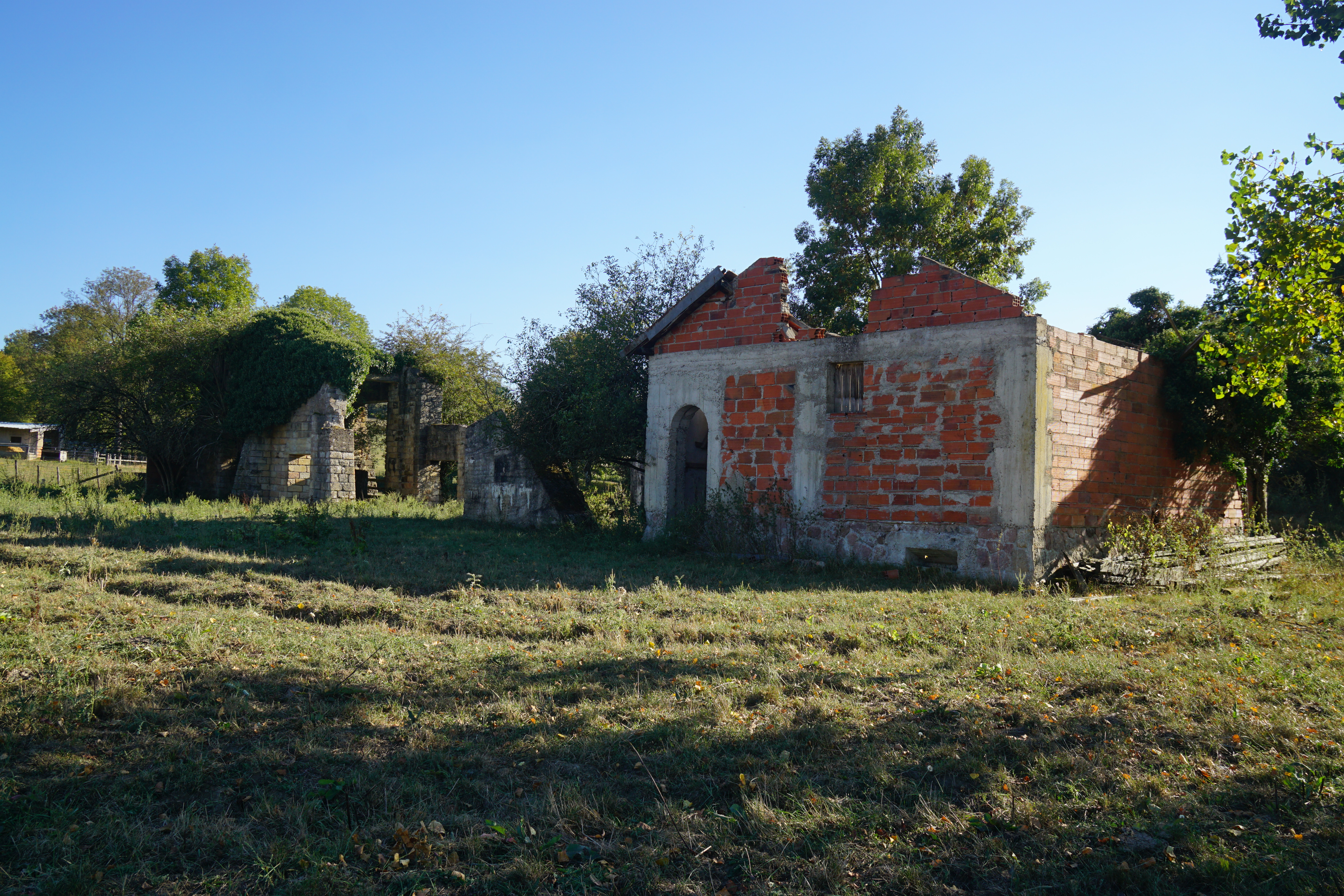
Base du chevalement et bâtiment de la machine d'extraction.
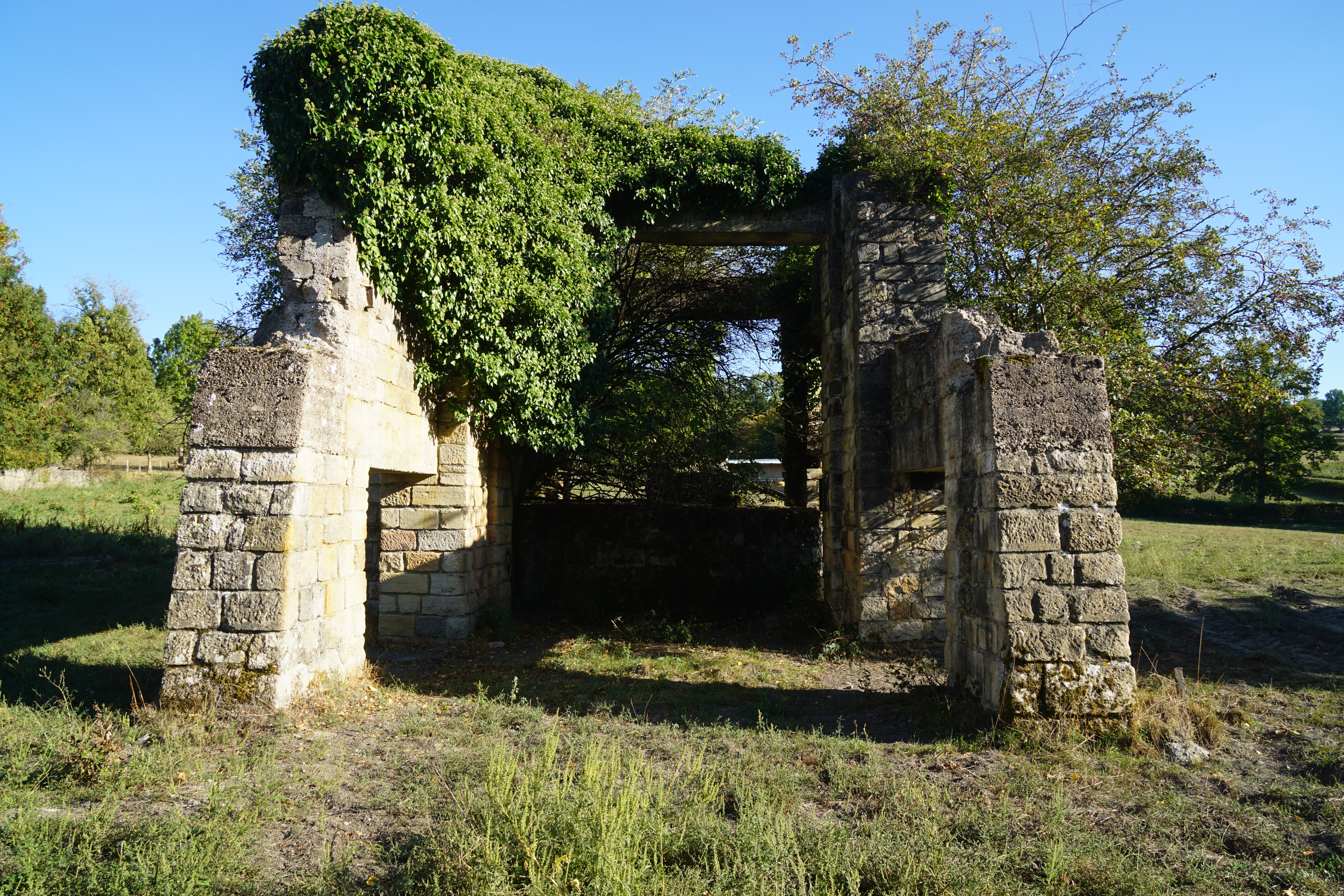
Base du chevalement.
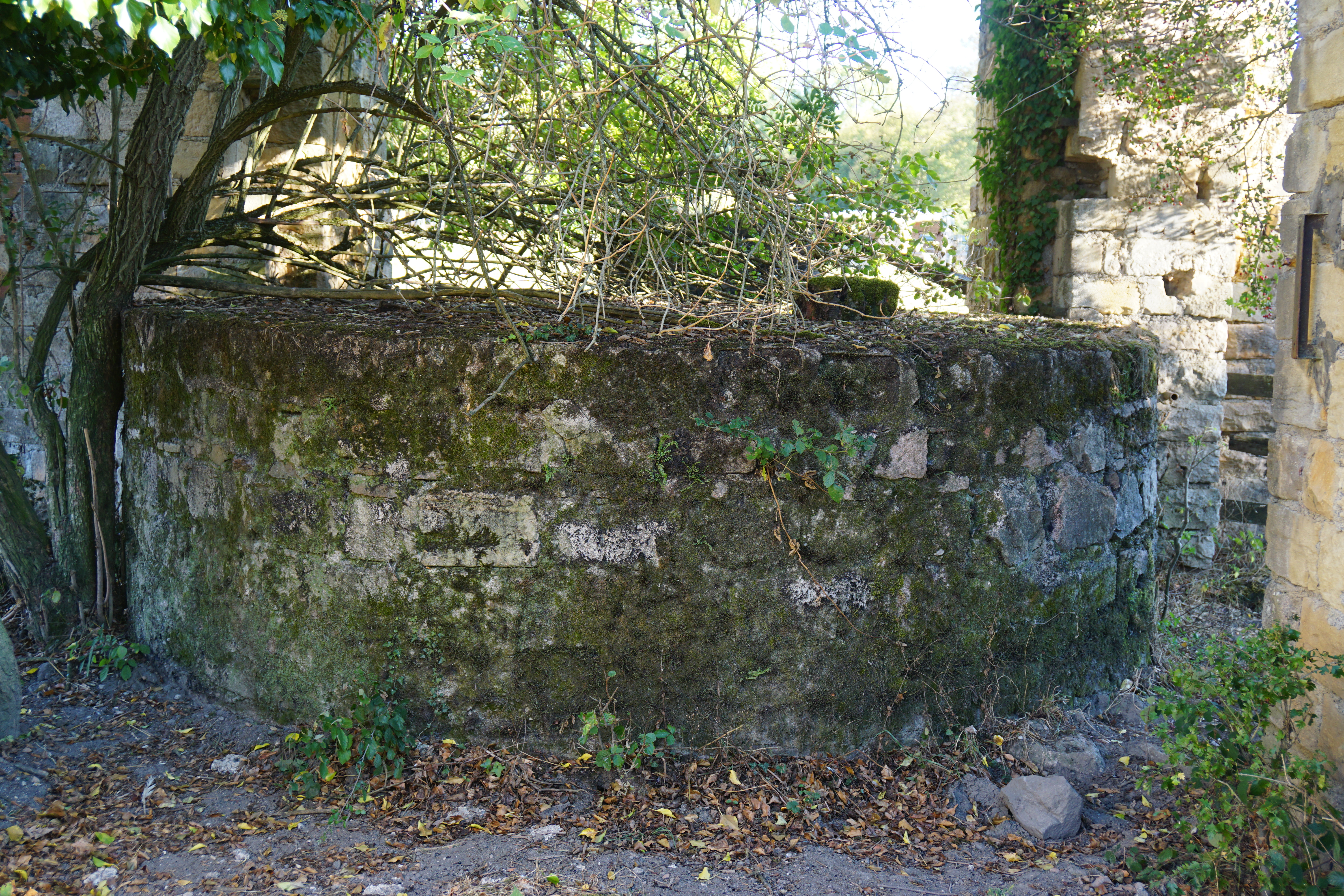
Le puits.

## Patrimoine et mémoire
Des vestiges de certains puits subsistent au début du XXIe siècle.
L'association Mémoire des mineurs et des mines de La Chapelle-sous-Dun organise des conférences, des expositions temporaires et des randonnées ayant comme thème les houillères locales.

L'exposition 2018.
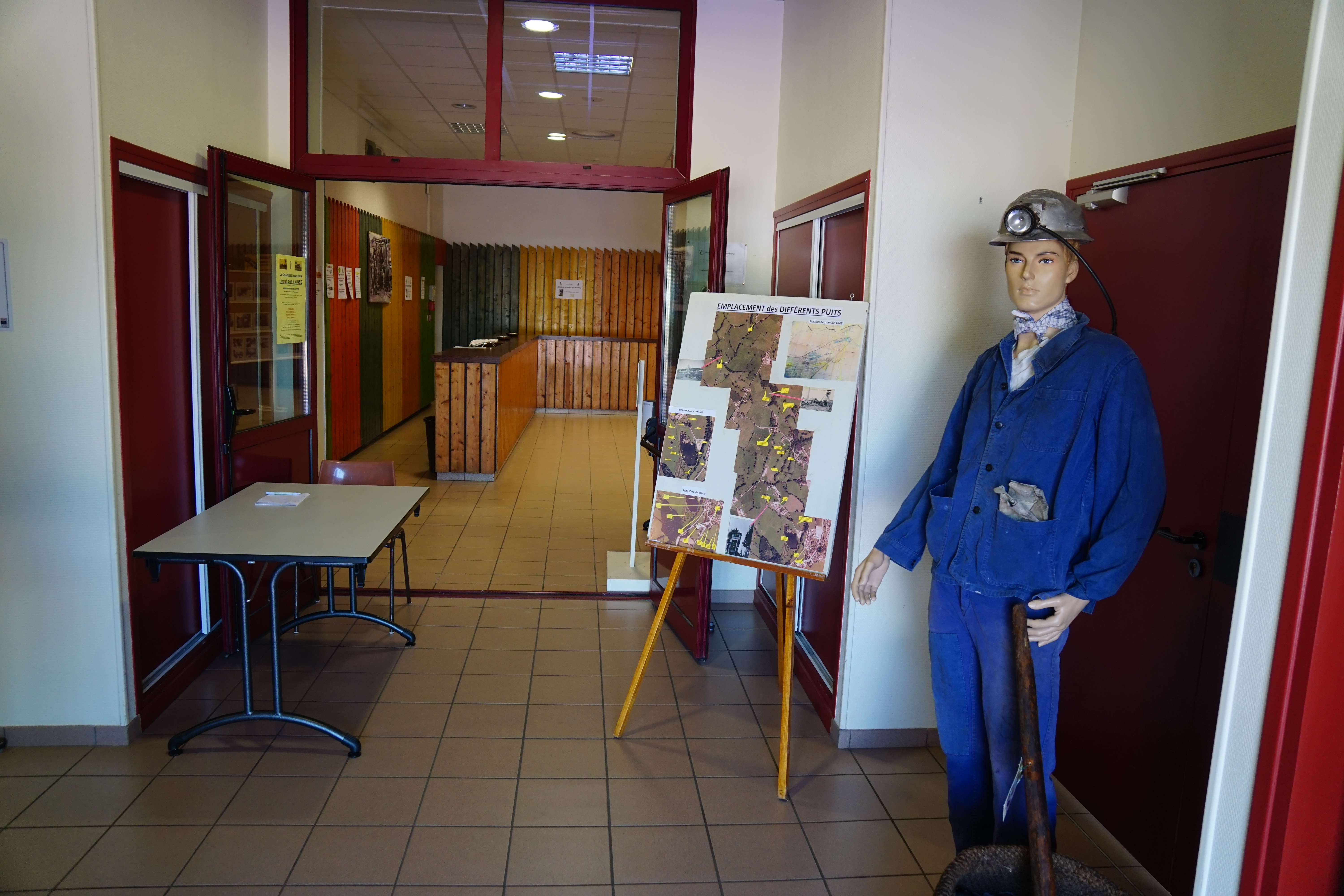
L’accueil.
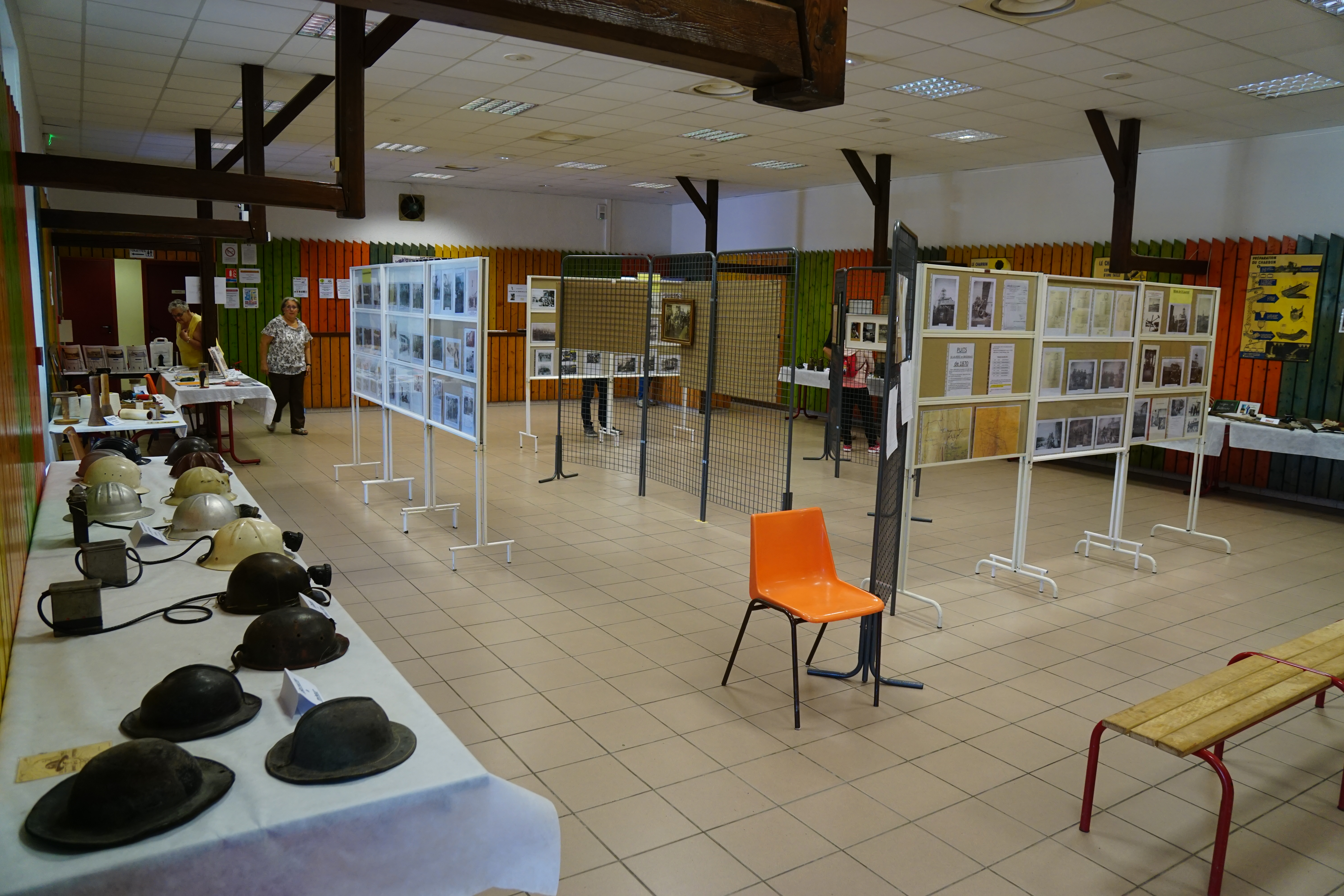
Vue générale de la salle.
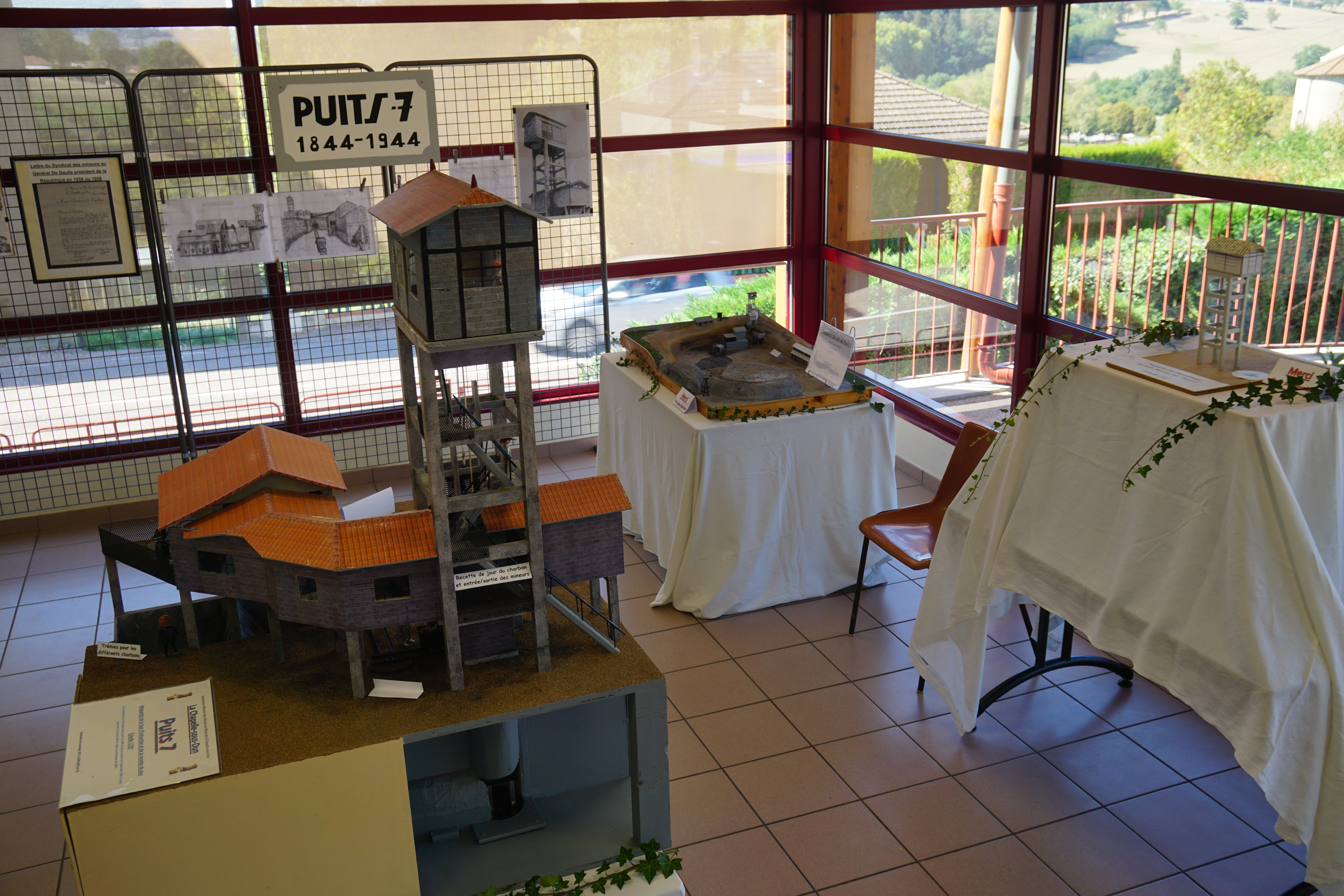
Les trois maquettes du puits no 7.